# Ципора Обзилер
Ципора «Ципі» Обзилер (івр. ציפורה אובזילר; нар. 19 квітня 1973) — колишня ізраїльська тенісистка.
Найвищу одиночну позицію світового рейтингу — 75 місце досягла 9 липня 2007, парну — 149 місце — 10 квітня 2000 року.
Здобула 14 одиночних та 14 парних титулів туру ITF.
Найвищим досягненням на турнірах Великого шолома було 2 коло в одиночному розряді.
Завершила кар'єру 2009 року.

## Фінали турнірів WTA

### Одиночний розряд: 1 (0–1)
| Легенда: перед 2009 роком    | Легенда: починаючи з 2009 року |
| ---------------------------- | ------------------------------ |
| Турніри Великого шлему (0/0) |                                |
| Чемпіонати WTA (0/0)         |                                |
| Tier I (0/0)                 | Premier Mandatory (0/0)        |
| Tier II (0/0)                | Premier 5 (0/0)                |
| Tier III (0/0)               | Premier (0/0)                  |
| Tier IV & V (0/0)            | International (0/1)            |

| Результат | Ранг | Дата     | Турнір                                              | Покриття | Суперниця       | Рахунок  |
| --------- | ---- | -------- | --------------------------------------------------- | -------- | --------------- | -------- |
| Поразка   | 1.   | Вер 2007 | Guangzhou International Women's Open, Ґуанчжоу, КНР | Тверде   | Віржіні Раззано | 0–6, 3–6 |

## Фінали ITF

### Одиночний розряд (14–11)
| турніри $75,000 |
| турніри $50,000 |
| турніри $25,000 |
| турніри $10,000 |

| Результат | Ранг | Дата              | Турнір                          | Покриття  | Суперниця у фіналі   | Рахунок у фіналі   |
| Поразка   | 1.   | 5 листопада 1990  | Ашкелон, Ізраїль                | Ґрунт     | Ілана Бергер         | 1–6, 3–6           |
| Поразка   | 2.   | 14 вересня 1992   | Хайфа, Ізраїль                  | Тверде    | Яел Сегал            | 3–6, 2–6           |
| Поразка   | 3.   | 29 серпня 1994    | Хайфа, Ізраїль                  | Тверде    | Гіла Розен           | 1–6, 5–7           |
| Поразка   | 4.   | 5 червня 1995     | Хайфа, Ізраїль                  | Тверде    | Баркан Неллі         | 2–6, 2–6           |
| Перемога  | 5.   | 24 лютого 1997    | Яффа, Ізраїль                   | Тверде    | Нора Кевеш           | 7–5, 6–4           |
| Перемога  | 6.   | 2 червня 1997     | Анталія, Туреччина              | Тверде    | Ґюльберк Ґюльтекін   | 6–0, 6–4           |
| Поразка   | 7.   | 17 листопада 1997 | Яффа, Ізраїль                   | Тверде    | Анна Смашнова        | 3–6, 2–6           |
| Поразка   | 8.   | 14 грудня 1997    | Ісмаїлія, Єгипет                | Ґрунт     | Селіма Сфар          | 7–5, 5–7, 4–6      |
| Перемога  | 9.   | 16 березня 1998   | Яффа, Ізраїль                   | Тверде    | Надія Островська     | 6–3, 6–3           |
| Поразка   | 10.  | 1 червня 1998     | Ташкент, Узбекистан             | Тверде    | Патріція Вартуш      | 3–6, 2–6           |
| Перемога  | 11.  | 24 травня 1999    | Гімарайнш, Португалія           | Тверде    | Паула Ерміда         | 6–0, 6–4           |
| Перемога  | 12.  | 30 травня 1999    | Олівейра-де-Аземейш, Португалія | Тверде    | Ралука Чокіне        | 6–1, 6–1           |
| Перемога  | 13.  | 21 червня 1999    | Стамбул, Туреччина              | Тверде    | Даньєла Кокос        | 6–0, 6–2           |
| Поразка   | 14.  | 26 липня 1999     | Единбург, Велика Британія       | Ґрунт     | Петра Мандула        | 0–6, 6–4, 5–7      |
| Перемога  | 15.  | 8 серпня 1999     | Стамбул, Туреччина              | Тверде    | Надія Островська     | 6–0, 7–5           |
| Перемога  | 16.  | 30 жовтня 2000    | Ашкелон, Ізраїль                | Тверде    | Тетяна Лужанська     | 4–1, 1–3, 4–1, 4–1 |
| Перемога  | 17.  | 20 листопада 2000 | Беер-Шева, Ізраїль              | Тверде    | Євгенія Савранська   | 4–1, 4–0, 2–4, 4–0 |
| Поразка   | 18.  | 7 липня 2002      | Лос-Гатос, США                  | Тверде    | Ешлі Гарклроуд       | 2–6, 2–6           |
| Перемога  | 19.  | 24 листопада 2002 | Мумбаї, Індія                   | Тверде    | Адріана Барна        | 6–2, 6–2           |
| Перемога  | 20.  | 1 грудня 2002     | Нонтхабурі (провінція), Таїланд | Тверде    | Івана Абрамович      | 6–4, 6–4           |
| Поразка   | 21.  | 6 квітня 2004     | Дінан (Кот-д'Армор), Франція    | Ґрунт (i) | Тімеа Бачинскі       | 2–6, 1–6           |
| Перемога  | 22.  | 30 травня 2005    | Раанана, Ізраїль                | Тверде    | Маргаліта Чахнашвілі | 6–0, 6–2           |
| Поразка   | 23.  | 5 грудня 2005     | Раанана, Ізраїль                | Тверде    | Маргаліта Чахнашвілі | 3–6, 5–7           |
| Перемога  | 24.  | 1 серпня 2006     | Вашингтон, США                  | Тверде    | Каміль Пен           | 7–5, 2–5 ret.      |
| Перемога  | 25.  | 17 березня 2008   | Тенерифе, Іспанія               | Тверде    | Карла Суарес Наварро | 6–2, 6–3           |

### Парний розряд (14–13)
| Результат | Ранг | Дата              | Турнір                          | Покриття   | Партнерка           | Суперниці у фіналі                               | Рахунок у фіналі |
| Поразка   | 1.   | 17 травня 1993    | Тортоса, Іспанія                | Ґрунт      | Лімор Зальтц        | Марія Інес Араїс Марія Фернанда Ланда            | 6–4, 3–6, 4–6    |
| Поразка   | 2.   | 31 травня 1993    | Касерес (провінція), Іспанія    | Тверде     | Лімор Зальтц        | Елені Россайдс Гайді Шпрунґ                      | 6–0, 2–6, 2–6    |
| Поразка   | 3.   | 9 серпня 1993     | Колледж-Парк (Меріленд), США    | Тверде     | Лімор Зальтц        | С'юзен Джилкріст Вікі Пейнтер                    | 2–6, 3–6         |
| Поразка   | 4.   | 22 серпня 1993    | Хайфа, Ізраїль                  | Тверде     | Наталі Кахана       | Ширі Бурштейн Гіла Розен                         | 0–6, 4–6         |
| Поразка   | 5.   | 29 серпня 1993    | Хайфа, Ізраїль                  | Тверде     | Наталі Кахана       | Ширі Бурштейн Гіла Розен                         | 5–7, 5–7         |
| Поразка   | 6.   | 10 жовтня 1994    | Бургдорф, Швейцарія             | Килим (i)  | Ілана Бергер        | Ленка Ценкова Адріана Герші                      | 6–4, 3–6, 4–6    |
| Поразка   | 7.   | 11 березня 1996   | Тель-Авів, Ізраїль              | Тверде     | Лімор Габай         | Ширі Бурштейн Гіла Розен                         | 3–6, 6–7(2)      |
| Поразка   | 8.   | 20 квітня 1997    | Барі, Італія                    | Ґрунт      | Анна Смашнова       | Сандра Начук Драгана Зарич                       | 4–6, 2–6         |
| Поразка   | 9.   | 17 листопада 1997 | Яффа, Ізраїль                   | Тверде     | Анна Смашнова       | Наталі Кахана Майке Каутстал                     | 2–6, 1–6         |
| Поразка   | 10.  | 3 травня 1999     | Беер-Шева, Ізраїль              | Тверде     | Наталі Кахана       | Надія Островська Тетяна Пучек                    | 1–6, 4–6         |
| Перемога  | 11.  | 24 травня 1999    | Гімарайнш, Португалія           | Тверде     | Келлі Лігган        | Сабіна да Понте Х'яна Гутьєррес                  | 6–3, 6–1         |
| Перемога  | 12.  | 31 травня 1999    | Олівейра-де-Аземейш, Португалія | Тверде     | Келлі Лігган        | Маріана Меса Хорхеліна Торті                     | 6–4, 4–6, 7–6(6) |
| Перемога  | 13.  | 19 липня 1999     | Дублін, Ірландія                | Килим      | Суріна Де Беер      | Ганна Коллін Тіна Герголд                        | 7–5, 4–6, 6–2    |
| Перемога  | 14.  | 1 листопада 1999  | Яффа, Ізраїль                   | Тверде     | Гіла Розен          | Крісті Богерт Мішелль Герардс                    | 6–4, 1–6, 6–4    |
| Поразка   | 15.  | 14 лютого 2000    | Мідленд (Мічиган), США          | Тверде (i) | Суріна Де Беер      | Нанні де Вільєрс Хіракі Ріка                     | 1–6, 6–1, 1–6    |
| Перемога  | 16.  | 27 березня 2000   | Норкрос (Міннесота), США        | Тверде     | Юлія Абе            | Джессіка Стек Ліндсей Лі-Вотерс                  | 5–7, 7–6(7), 6–4 |
| Перемога  | 17.  | 19 травня 2002    | Тель-Авів, Ізраїль              | Тверде     | Гіла Розен          | Лорен Бредмор Наталі Нері                        | 4–6, 6–3, 6–2    |
| Перемога  | 18.  | 1 грудня 2002     | Мумбаї, Індія                   | Тверде     | Катарина Мишич      | Шеллі Стефенс Скарлетт Вернер                    | 6–3, 4–6, 7–5    |
| Перемога  | 19.  | 8 листопада 2004  | Рамат-га-Шарон, Ізраїль         | Тверде     | Даніелле Штейнберг  | Пемра Озген Габріела Веласко Андреу              | 7–5, 6–3         |
| Перемога  | 20.  | 21 листопада 2004 | Довіль (Кальвадос), Франція     | Ґрунт      | Віраг Немет         | Ванесса Генке Квета Пешке                        | 6–4, 6–1         |
| Перемога  | 21.  | 5 грудня 2004     | Раанана, Ізраїль                | Тверде     | Шахар Пеєр          | Бахія Мухтассен Іпек Шенолу                      | 6–3, 6–0         |
| Перемога  | 22.  | 30 травня 2005    | Раанана, Ізраїль                | Тверде     | Шахар Пеєр          | Даніела Клеменшиц Сандра Клеменшиц               | 7–6(2), 1–6, 6–2 |
| Перемога  | 23.  | 7 травня 2006     | Анталія, Туреччина              | Ґрунт      | Роміна Опранді      | Матея Межак Іпек Шенолу                          | 4–6, 6–4, 6–0    |
| Поразка   | 24.  | 18 листопада 2006 | Довіль (Кальвадос), Франція     | Ґрунт (i)  | Сільвія Дісдері     | Юлія Бейгельзимер Юліана Федак                   | 5–7, 4–6         |
| Перемога  | 25.  | 19 березня 2007   | Раанана, Ізраїль                | Тверде     | Євгенія Лінецька    | Мартіна Бабакова Вероніка Сп'єхель               | 6–1, 6–2         |
| Поразка   | 26.  | 17 березня 2008   | Тенерифе, Іспанія               | Тверде     | Мервана Югич-Салкич | Жюлі Куен Віолетта Юк                            | 4–6, 3–6         |
| Перемога  | 27.  | 31 березня 2008   | Патри, Греція                   | Ґрунт      | Анастасія Якімова   | Марія Хосе Мартінес Санчес Аранча Парра Сантонха | 7–5, 6–1         |